# Jima Abajo
Jima Abajo è un comune della Repubblica Dominicana di 26.667 abitanti, situato nella Provincia di La Vega. Comprende, oltre al capoluogo, un distretto municipale: Rincón.